# Pawieł Awksientjew
Pawieł Awksientjew (ros. Павел Авксентьев, ur. w 1890 w Petersburgu, zm. ?) – rosyjski pływak z początków XX wieku, uczestnik igrzysk olimpijskich, gdzie reprezentował Imperium Rosyjskie.
Awksientjew reprezentował Cesarstwo Rosyjskie podczas V Letnich Igrzyskach Olimpijskich w 1912 roku w Sztokholmie, gdzie wystartował w dwóch konkurencjach pływackich. Wyścigi na dystansach 400 metrów stylem dowolnym i 1500 metrów stylem dowolnym zakończyły się identycznym wynikiem rosyjskiego zawodnika – nie ukończył on żadnego z wyścigów eliminacyjnych.